# Claire of the Moon
Pour plus de détails, voir Fiche technique et Distribution.
Claire of the Moon est un film dramatique américain réalisé par Nicole Conn, sorti en 1992.

## Synopsis
Claire of the Moon se déroule dans les années 1990 dans le nord-ouest du Pacifique. Claire Jabrowski (Trisha Todd), célèbre autrice hétérosexuelle, décide d'assister à une retraite pour écrivains entièrement féminins. La camarade de chambre de Claire à la retraite est le Dr Noel Benedict (Karen Trumbo), autrice d'un livre intitulé The Naked Truth. Le film culmine dans une rencontre sexuelle entre les deux femmes.

## Fiche technique
- Réalisation : Nicole Conn
- Scénario : Nicole Conn
- Genre : film dramatique
- Date de sortie : 1992

## Distribution
- Trisha Todd : Claire Jabrowski
- Karen Trumbo : Dr Noël Benedict
- Faith McDevitt : Maggie
- Craig Damen : Brian
- Leslie Hidula : Erika
- Caren Graham : Tara
- Sheila Dickenson : B.J.
- Patricia Blem : Arrow
- Melissa Mitchell : Adriennce
- Gathering Marbet : Amy
- Sherilyn Lawson : Lynn